# Білоруське пасмо
Білоруське пасмо (біл. Беларуская града) — пасмо, що займає північний схід Гродненської області, центральну частину Мінської і південь Вітебської області і є частиною головного вододілу між сточищами Чорного і Балтійського морів.
Пасмо ділиться на Ошмянську височину, Мінську височину і Оршанську височину. Переважаючі висоти 200 — 250 м, окремі висоти перевищують 300 м (найвищі вершини, гори Дзержинська 345 м, Лиса Гора 342 м, Маяк 335 м). В основі білоруського пасма залягає Білоруський кристалічний масив, перекритий потужною товщею осадових порід. Розчленована річковими долинами. Сучасний рельєф гряди створений льодовиком і згодом значно перероблений і змінений процесами ерозії і вивітрювання.
Лісистість на окремих підвищеннях від 20 до 60 %. Переважають соснові і широколисто-ялинові ліси. У межах пасма Купалівський меморіальний заповідник «Вязинка», на Мінській височині комплекси об'єктів зимового відпочинку — «Альпійський сніг», «Бояри», «Раубичі», «Логойськ», «Силичі», «Якутські гори».

## Давній видобуток кременю
Значним осередком видобутку кременю був район Волковиського узвишшя (Білоруське пасмо) в Західній Білорусі, у долині річки Рось (притоки Німану), центром якого можна вважати Красне Село. Конкреції кременю видобували тут у покладах крейди. Виявлені ознаки кількох тисяч копалень, які розроблялися з середини IV – до останніх сторіч II тис. до Р.Х. Переважали добувні виробки вертикального типу , які розташовувались досить купчасто і сягали глибини 5 – 7 м. Спостерігається традиційне заповнення виробок пустою породою. Населення, за оцінкою археологів, мало чітко виражену професійну спеціалізацію, у якій домінував клан гірників. Численні готові вироби, а також напівфабрикати (заготівки) транспортувалися на значну відстань від копалень, зокрема на терени Балтійського узбережжя. Дослідники не виключають зв’язок і обмін досвідом гірників Кшемьонок і Красного Села.   